# 45º Battaglione trasmissioni "Vulture"
Il 45º Battaglione Trasmissioni fa parte del 46º Reggimento Trasmissioni ed ha sede presso la caserma "Raffaele Libroia" di Nocera Inferiore.

## Storia
Il 1º ottobre 1957, a Napoli, viene costituito il XLV Battaglione Trasmissioni presso la caserma "Cesare Battisti" nel quartiere Fuorigrotta, con il personale ed i mezzi della 9ª Compagnia trasmissioni territoriale di Bari e della 10ª Compagnia trasmissioni con sede a Bagnoli (Napoli). Lo scopo del Battaglione è di provvedere alla gestione dei collegamenti territoriali alle dipendenze del 10º Comando Militare Territoriale.
Nuova sede, dal 1º agosto 1971, fu la caserma "Goffredo Mameli" (oggi caserma "Calò"), sempre a Napoli.
Nel 1975, a far data dal 1º ottobre, in seguito alla ristrutturazione delle Forze Armate, il nome diventa 45º Battaglione Trasmissioni "Vulture"; con D.P.R. nº 846 del 12 novembre 1976 viene ad esso concessa la Bandiera di guerra.
Per la professionalità dimostrata e l'impegno profuso nell'aiutare le popolazioni colpite, il 23 novembre 1980, dal terremoto dell'Irpinia viene concesso dal Ministero della difesa al Battaglione un encomio semplice.
Da inizio 1984 viene incaricato della gestione della rete infrastrutturale di telecomunicazione e del centro trasmissioni della "Regione militare meridionale" e inoltre dei centri trasmissioni della 15ª C.M.Z. (Cosenza), 21ª C.M.Z. (Salerno) e 22ª C.M.Z. (Bari); il battaglione viene ristrutturato e comprende:
- Comando di battaglione
- Compagnia comando e servizi
- 9ª Compagnia
- 10ª Compagnia (a Napoli)
- n.1 Plotone (a Bari)

Il 2 aprile 1991 il Battaglione si trasferiva da Napoli alla caserma "Antonio Cavalleri" di San Giorgio a Cremano; ad esso si riuniva, il 1º giugno, la 2ª Compagnia Gestione Reti Telecomunicazioni precedentemente dislocata a Bari.
Il 16 settembre 1993, il 45º Battaglione Trasmissioni "Vulture" perde la propria autonomia e viene inquadrato quale Battaglione Trasmissioni "Vulture" nel neonato 45º Reggimento Trasmissioni; contestualmente, la bandiera di guerra del 45º Battaglione Trasmissioni "Vulture" viene trasferita al Reggimento. Del Reggimento faceva anche parte la 10ª Sezione Lavori Telecomunicazioni successivamente denominata 25º Reparto Impianti. Il 4 maggio 1998 il Comando del Reggimento e la 2ª Compagnia vengono trasferiti a Nocera Inferiore con sede presso la caserma "Raffaele Libroia".
Nel 1998 il 45º viene incluso nel "Raggruppamento C4 di Infrastruttura" a sua volta alle dipendenze del "Comando C4-IEW" di Anzio; il 1º gennaio 2001, con la nuova riorganizzazione dell'esercito, il Comando del 45º Reggimento Trasmissioni è stato sciolto e la sua bandiera di guerra si trova al Sacrario delle Bandiere presso l'Altare della Patria. Il Battaglione Trasmissioni "Vulture" è passato alle dipendenze del Comando del 46º Reggimento trasmissioni di Palermo che ha alle sue dipendenze anche il 46º Battaglione trasmissioni "Mongibello" nella sede di Palermo.
Il 12 giugno 2008 gli è stata conferita la “Cittadinanza Onoraria” di Nocera Inferiore a cui è seguita, il 22 aprile 2009, quella della città di Sarno e il 15 luglio 2011 quella di Cava de' Tirreni.

### Stemma
Il 6 dicembre 1976, con D.P.R. n. 3416, fu concesso lo stemma:
La corona turrita simboleggia la Repubblica; all'interno dello scudo abbiamo: nel campo superiore i colori dello stemma di Napoli, città natale dell'unità, e in quella inferiore il simbolo dell'Arma delle trasmissioni (torre di vedetta con segnalazione romana) «simbolo caratteristico che può essere considerato l'archetipo dei mezzi di trasmissione militare» ripreso dalla Colonna Traiana.
Inizialmente lo stemma era timbrato dal fregio riservato alle Trasmissioni:
Questo ornamento fu sostituito da una corona turrita d'oro secondo quanto prescritto dalla circolare dello Stato maggiore dell'Esercito n. 121 del 9 febbraio 1987.

## Comandanti
Elenco dei comandanti dell'unità:
- Maggiore Evaristo Cirillo 1957-1959
- Maggiore Michele Tarantino 1959-1960
- Maggiore Salvatore Fortuna 1961-1963
- Tenente colonnello Bruno Brunelli 1964-1966
- Tenente colonnello Ezio Palmese 1966-1969
- Tenente colonnello Sebatiano Tenerelli 1969-1970
- Maggiore Salvatore Sandullo 1970-1973
- Tenente colonnello Carlo Pirocca 1973-1975
- Tenente colonnello Calogero Montagna 1975-1976
- Tenente colonnello Giuseppe Mumoli 1976-1978
- Tenente colonnello Aldo Sponda 1978-1980
- Tenente colonnello Franco Francalanci 1980-1981
- Tenente colonnello Arnaldo Florio 1981-1982
- Tenente colonnello Tommaso Malorgio 1983-1984
- Tenente colonnello Giorgio Orlando 1984-1985
- Tenente colonnello Luigi Seccia 1985

## Missioni e Soccorsi
Il Battaglione ha preso parte a varie missioni: soccorsi e ricostruzione dopo il terremoto dell'Irpinia del 1980, supporto all'Operazione Riace (1994-1995), soccorsi e ricostruzione dopo l'alluvione di Sarno e Quindici.

## Insegne e Simboli
- Il battaglione indossa il fregio dell'Arma delle Trasmissioni. Il fregio delle Trasmissioni denuncia la sua nascita dall'Arma del Genio per la presenza delle asce incrociate. L'insegna è completata da scariche elettriche e da un'antenna radio circolare a sei braccia posta sotto la bomba fiammeggiante.
- Le mostrine del battaglione sono le fiamme a due punte azzurro elettrico con bordo amaranto; alla base della mostrina si trova la stella argentata a 5 punte bordata di nero, simbolo delle forze armate italiane.

## Festa del reggimento
- La festa del reggimento si svolge il 24 giugno, anniversario della battaglia del solstizio del 1918.

## Armi e mezzi in dotazione
Informazioni ricavate dalla pagina del 45º Battaglione trasmissioni "Vulture" nel sito dello Stato Maggiore dell'Esercito.

### Armamento
- Pistola automatica "BERETTA 92 FS" cal.9
- Fucile d'assalto "AR 70/90" cal. 5,56
- Arma di reparto "MG 42/59" cal. 7,62 NATO
- OD 82/SE

### Mezzi
- Land Rover AR 90
- VM 90T

### Mezzi delle trasmissioni
- Ponte Radio Digitale VHF di piccola capacità
- Stazione Radio SRT - 478
- Shelter tipo UEO 2 per Posti Comando
- Ponte Radio PR6/15
- Gruppo elettrogeno "COELMO"